# Nanaguna praedulcis
Nanaguna praedulcis är en fjärilsart som beskrevs av Turner 1920. Nanaguna praedulcis ingår i släktet Nanaguna och familjen trågspinnare. Inga underarter finns listade i Catalogue of Life.